# Roland Suso Richter

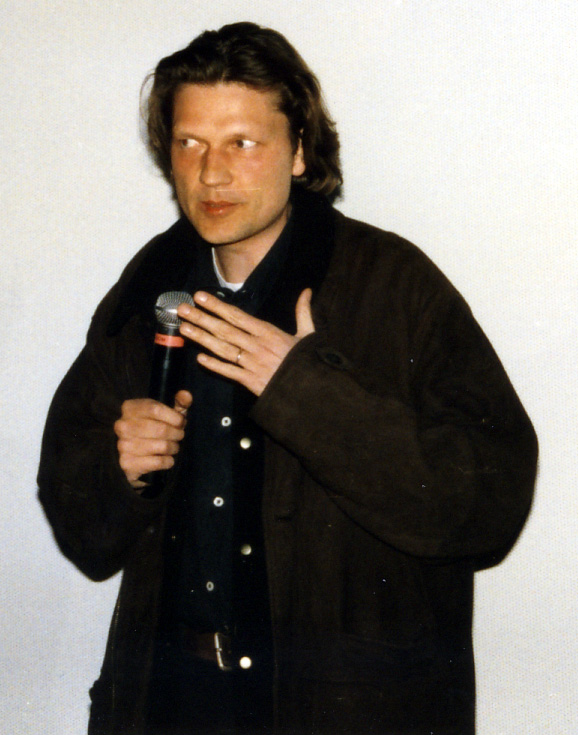
Roland Suso Richter (1997)

Roland Suso Richter (* 7. Januar 1961 in Marburg) ist ein deutscher Filmregisseur und -produzent.

## Leben
Roland Suso Richter wuchs in Marburg auf und machte an der dortigen Elisabethschule 1980 sein Abitur. Er war zunächst Praktikant bei Videoproduktionen, Schauspieler am Theater und wirkte als Statist in dem Fassbinder-Film Die Sehnsucht der Veronika Voss mit, bevor er in das Regiefach wechselte. Ursprünglich wollte Richter Musik studieren, entschied sich mit 17 Jahren aber für die Regie und absolvierte, nachdem er im Anschluss an das Abitur im Jahr 1980 zunächst verschiedene Tätigkeiten im Film- und Fernsehbereich wie Aufnahmeleiter, Produktionsassistent und Redakteur ausgeübt hatte, 1983 einen mehrmonatigen Regiekurs am H&B-Studio in New York.

## Werk
Sein erster Film Kolp wurde 1983 vom damals 24-jährigen Frank Röth privat finanziert, der bei diesem Werk sowohl Produzent, Hauptdarsteller als auch Drehbuchautor war.
Die Folge Samstags, wenn Krieg ist für die Serie Polizeiruf 110 (1994; mit Angelica Domröse, Heino Ferch und Felix Eitner) steht 1994 mit dem fiktiven Ort Ichtenheim in Zeitbezug zu den Ausschreitungen von Lichtenhagen, auch wenn Film und Literaturvorlage dezidiert in Westdeutschland spielen.
Nach dem Fernsehfilm Buddies – Leben auf der Überholspur (1996; mit Jürgen Vogel, Gregor Törzs und Pierre Besson) kam 1997 sein Film 14 Tage lebenslänglich mit Kai Wiesinger und Michael Mendl in die Kinos.
Mit dem Film Die Bubi-Scholz-Story mit Götz George und Benno Fürmann erzählte Richter die Lebensgeschichte des Boxers Gustav „Bubi“ Scholz, der als eines der größten Sportleridole seiner Zeit galt.
Die Regiearbeit Eine Hand voll Gras mit Oliver Korittke beschreibt die Geschichte eines kleinen Jungen, der aus seiner kurdischen Heimat nach Hamburg gebracht wird, um dort als kindlicher Drogendealer zu arbeiten.
In Der Tunnel steht mit Harry Melchior (Heino Ferch), einer fiktiven Figur nach dem Fluchthelfer Hasso Herschel, erneut ein (Ex-)Sportler im Mittelpunkt. Eine Gruppe von Menschen untergräbt die Berliner Mauer in Richtung Ost, um Lebenspartnern, Freunden und Verwandten die Flucht in den Westen zu ermöglichen.
Zwei Jahre später, 2003, inszeniert Richter wieder in enger Zusammenarbeit mit seinem Director of Photography und Freund Martin Langer seine erste internationale Arbeit, den US-amerikanisch/britischen Mystery-Thriller The I Inside – Im Auge des Todes (mit Ryan Phillippe).
Mit dem historischen TV-Zweiteiler Dresden mit Felicitas Woll, Benjamin Sadler und Heiner Lauterbach führte Richter 2006 erstmals Regie in einer deutschen Großproduktion. Der Film handelt vom alliierten Bombenangriff auf die sächsische Landeshauptstadt im Februar 1945, entstand in 70 Drehtagen und war mit einem rund 10-Millionen-Euro-Budget die bislang teuerste deutschsprachige Fernsehfilmproduktion. Der Film erhielt 2006 den Deutschen Fernsehpreis und 2007 den Jupiter-Award.
In dem ebenfalls Zeitgeschichte fiktionalisierenden Spielfilm Das Wunder von Berlin (mit Kostja Ullmann, Karoline Herfurth) erzählt Richter 2008 die Auswirkungen der Vorgänge bis zur Maueröffnung auf die Beziehungen innerhalb einer DDR-Familie. In diesem Film paraphrasiert Richter den dramaturgischen Aufbau von Der Tunnel. Der Film erhielt 2008 Nominierungen für den Deutschen Fernsehpreis und den International Emmy Award Kategorie Fernsehfilm-Mehrteiler.
Roland Suso Richter ist Mitglied der Deutschen Filmakademie und im Bundesverband Regie (BVR).

## Themen
Mehrere Regiearbeiten Richters (14 Tage lebenslänglich, Eine Hand voll Gras, Der Tunnel, Das Wunder von Berlin) thematisieren die Konfrontation eines Individuums oder einer kleinen Gruppe von Menschen mit einem starren, empathiefreien, oft gewalttätigen System, dem die Protagonisten nicht ausweichen können. Sie müssen sich in diesem System einen Weg suchen und werden dabei auf die Probe gestellt zwischen Selbsttreue und Anpassung. Kleine Allianzen und Freundschaften bilden sich unter den bedrückenden Umständen und stärken positive Eigenschaften der Protagonisten. Das Filmende deutet mehrfach einen Silberstreif der Hoffnung auf eine Wendung zum Besseren an.

## Filmografie (Auswahl)
- 1984: Kolp – Schwarzmarkt, Swing und große Träume
- 1986: Nur Frauen, kein Leben
- 1990: Alles Paletti (TV)
- 1992: Frohes Fest, Lucie! (TV)
- 1992: Freunde fürs Leben (Fernsehserie, 5 Folgen)
- 1994: Svens Geheimnis (TV)
- 1994: Alles außer Mord – Der Name der Nelke (TV)
- 1994: Das Phantom – Die Jagd nach Dagobert (TV)
- 1994: Polizeiruf 110: Samstags, wenn Krieg ist (TV)
- 1995: Risiko Null – Der Tod steht auf dem Speiseplan (TV)
- 1996: Buddies – Leben auf der Überholspur (TV)
- 1997: 14 Tage lebenslänglich
- 1998: Die Bubi-Scholz-Story (TV)
- 1999: Sara Amerika
- 1999: Nichts als die Wahrheit
- 2000: Eine Hand voll Gras
- 2001: Der Tunnel
- 2003: The I Inside – Im Auge des Todes
- 2004: Sterne leuchten auch am Tag (TV)
- 2005: Kein Himmel über Afrika (TV)
- 2006: Dresden (TV)
- 2007: Annas Albtraum kurz nach 6 (TV)
- 2008: Das Wunder von Berlin (TV)
- 2008: Mogadischu (TV)
- 2010: Die Grenze (TV)
- 2011: Tatort: Schwarze Tiger, weiße Löwen (Fernsehreihe)
- 2011: Dschungelkind
- 2012: Spreewaldkrimi: Feuerengel
- 2013: Tatort: Spiel auf Zeit
- 2014: Die Spiegel-Affäre (TV)
- 2014: Ein todsicherer Plan (TV)
- 2014: Der Weg nach San José (TV)
- 2015: Grzimek (TV)
- 2015: Tatort: Preis des Lebens
- 2016: Tatort: Du gehörst mir
- 2016: Ein starkes Team: Nathalie (TV)
- 2016: Das Geheimnis der Hebamme (TV)
- 2017: Der 7. Tag (TV)
- 2018: Tatort: Kopper (Fernsehreihe)
- 2018: Der Zürich-Krimi: Borchert und die letzte Hoffnung (Fernsehreihe)
- 2018: Der Zürich-Krimi: Borchert und die Macht der Gewohnheit
- 2018: Die Diplomatin – Jagd durch Prag (Fernsehreihe)
- 2018: Tatort: Tiere der Großstadt (Fernsehreihe)
- 2019: Die Diplomatin – Böses Spiel (Fernsehreihe)
- 2020: Ein starkes Team: Abgetaucht (TV)
- 2020: Der Zürich-Krimi: Borchert und die tödliche Falle (Fernsehreihe)
- 2020: Spurlos in Marseille (TV)
- 2020: Die Diplomatin – Tödliches Alibi (Fernsehreihe)
- 2021: Die Diplomatin – Mord in St. Petersburg (Fernsehreihe)
- 2021: Der Zürich-Krimi: Borchert und der Mord im Taxi (Fernsehreihe)
- 2021: Der Zürich-Krimi: Borchert und der eisige Tod (Fernsehreihe)
- 2021: Der Zürich-Krimi: Borchert und die Zeit zu sterben (Fernsehreihe)
- 2021: Der Zürich-Krimi: Borchert und der verlorene Sohn (Fernsehreihe)
- 2022: Mordach – Tod in den Bergen (TV-Zweiteiler)
- 2022: Der Zürich-Krimi: Borchert und das Geheimnis des Mandanten
- 2022: Der Zürich-Krimi: Borchert und die dunklen Schatten (Fernsehreihe)
- 2023: Spurlos in Athen (TV)
- 2023: Die Diplomatin – Verschwunden in Rom (Fernsehreihe)

## Auszeichnungen
- 1996: Erich Kästner-Fernsehpreis für den Kinder-TV-Spielfilm Svens Geheimnis[4]
- 1998: Bayerischer Filmpreis, Beste Regie für Die Bubi-Scholz-Story
- 2001: Goldener Gong und Jupiter Award für Regie von Der Tunnel
- 2001: St. Louis International Film Festival: Audience Choice Award für Der Tunnel
- 2002: Portland International Film Festival: Audience Award für Der Tunnel
- 2008: Golden Chest beim Golden Chest International TV Festival in Bulgarien, Regie: Bester Film Das Wunder von Berlin
- 2009: Bayerischer Fernsehpreis, Sonderpreis für Mogadischu
- außerdem: Deutscher Fernsehpreis 2001 und 2006, Publikumspreis Filmfest Montréal, Grand Prix Cannes Junior, Magnolia Award (Shanghai Television Festival), Rocky Award (Banff World Television Festival), Bundesvideopreis (2×)